# Say It Again
Say It Again ist ein Popsong der britischen Girlgroup Precious aus dem Jahre 1999. Er war der britische Beitrag zum Eurovision Song Contest 1999 in Jerusalem. Er erreichte mit 38 Punkten den zwölften Platz.

## Inhalt
Der Song ist in einem entspannten Tempo gehalten. Im Text fordern die jungen Frauen ihren Liebhaber auf, die drei Worte immer wieder zu sagen, auf die es ankommt.

## Hintergrund
Der Song wurde vom britischen Sänger Paul Varney geschrieben und war Gewinner des BBC-TV-Vorentscheids The Great British Song Contest 1999. Beim Eurovision Song Contest in Jerusalem erreichte die Gruppe mit dem Song dann den 12. Platz mit 38 Punkten. 2000 erschien das Musikvideo in einer US-Version, wo die Bandmitglieder am Strand tanzen.